# Trambus
Trambus S.p.A. è stata una società in house italiana, interamente controllata dal comune di Roma, e concessionaria della gestione operativa di parte del trasporto pubblico locale di superficie di Roma.

## Storia
In ossequio alla riforma del settore del trasporto pubblico locale iniziata a livello statale nel 1997, nel corso del 2000 Regione e Comune hanno portato avanti un riordino del settore che ha coinvolto il consorzio regionale Cotral, gestore del trasporto pubblico interurbano a livello regionale oltre che della metropolitana di Roma (linee A e B) e delle tre ferrovie ex concesse (Roma-Civita Castellana-Viterbo, Roma-Lido e Roma-Pantano), e l'azienda speciale comunale ATAC, gestore del trasporto pubblico di superficie a Roma (autobus e tram). Entrambi furono scissi in due società: il primo in Metroferro (poi Met.Ro.), gestore dell'esercizio metroferroviario, e Linee Laziali (poi nuovamente Cotral) per il trasporto di superficie, mentre la seconda fu scissa in Trambus, a cui fu affidata la gestione operativa del servizio di superficie, e una società che mantenne invariata la sigla ma assunse la funzione di agenzia della mobilità. Trambus alla fondazione disponeva di un capitale sociale di 24,5 milioni di lire italiane e il servizio di allora comprendeva parte della rete autobus, composta da 247 linee, e l'intera rete tranviaria urbana, composta da sei linee; ad esse si aggiunse nel 2005 la rete filoviaria. Nel corso dei primi anni 2000, inoltre, parte della rete autobus diurna e l'intera rete notturna sono state sub-affidate al consorzio Tevere TPL, già gestore delle linee J istituite in occasione del Giubileo del 2000.
Nel 2001 Trambus ha costituito insieme alle società di trasporto pubblico ATAF di Firenze, ATC di Bologna, CSTP di Salerno, CTM di Cagliari e SASA di Bolzano un'azienda denominata TP Net S.c.a.r.l., al fine di creare un gruppo imprenditoriale di riferimento sul suolo nazionale per la partecipazione a gare nel settore del trasporto pubblico locale. ATAF, ATC, CSTP, CTM e Trambus hanno fondato anche la società TP Fin S.r.l. per rilevare le imprese operanti nel settore, come testimonia l'acquisto del 49% di SOGIN S.r.l., proprietaria di SITA. Nel 2004 le due società sono state fuse per incorporazione in TP Net S.p.A.
Nel settembre 2003 Trambus fondò insieme alla società francese Les Cars Rouges una joint venture denominata Trambus Open per la gestione di alcuni servizi turistici con torpedoni nel centro storico di Roma.
Con il riordino organizzativo e societario disposto con deliberazione del consiglio comunale n. 36 del 30 marzo 2009 si è deciso di fondere Trambus, Trambus Engineering, Trambus Electric e Met.Ro. in ATAC, con effetto a partire dal 1º gennaio 2010. Trambus Open è rimasta operativa come società ma le quote azionarie sono passate ad ATAC che ha poi proceduto nel 2013, su mandato di Roma Capitale, alla liquidazione dell'azienda, che ha terminato le proprie operazioni il 17 dicembre 2014 ed è stata cancellata dal registro delle imprese nel 2015.

## Dati societari
Si trattava di una società per azioni unipersonale interamente controllata dal comune di Roma. Nel 2010 è stata fusa per incorporazione in ATAC.
Disponeva di tre società partecipate:
- Trambus Engineering S.r.l., società a responsabilità limitata nata nel 2003 e specializzata nella realizzazione di sistemi innovativi per implementare le caratteristiche tecniche e di sicurezza di mezzi pubblici e privati;
- Trambus Electric S.r.l., società a responsabilità limitata con il compito di sviluppare e gestire sistemi di trasporto, sia pubblico che privato, sostenibili e a basso impatto ambientale come quelli ad alimentazione elettrica, ibrida, a idrogeno;
- Trambus Open S.p.A., società per azioni nata nel 2003 e controllata al 60% insieme a Les Cars Rouges (40%) con il compito di gestire le linee turistiche 110 Open e Archeobus nel centro storico di Roma.